# 16 noiembrie
ianuarie • februarie • martie  • aprilie  • mai  • iunie  • iulie  • august  • septembrie  • octombrie  • noiembrie  • decembrie
16 noiembrie este a 320-a zi a calendarului gregorian și a 321-a zi în anii bisecți. Mai sunt 45 de zile până la sfârșitul anului.

## Evenimente

1974: Mesajul Arecibo către posibili extratereștri este trimis în spațiu sub forma unui semnal radio de la observatorul Arecibo.

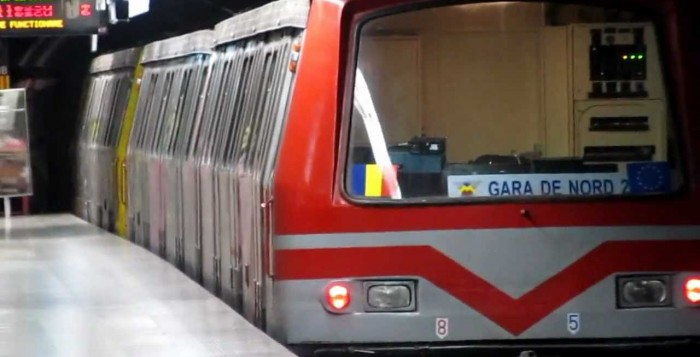
1979: S-a dat în folosință, experimental, primul tronson al magistralei 1 a metroului din București între stațiile Timpuri Noi și Semănătoarea.

- 1272: În timpul celei de-a IX-a Cruciade, prințul Edward devine rege al Angliei după moartea lui Henric al III-lea al Angliei, dar nu se va întoarce în Anglia timp de aproape doi ani pentru a prelua tronul.
- 1364: Începutul domniei lui Vladislav Vlaicu în Țara Românească.
- 1485: Lupta de la Cătlăbuga; Ștefan cel Mare îi învinge pe otomani.
- 1532: Francisco Pizarro și oamenii săi îl captureazî pe împăratul incaș Atahualpa în Bătălia de la Cajamarca.
- 1793: Revoluția franceză: 90 de preoți romano-catolici dizidenți sunt executați prin înec la Nantes.
- 1797: Moștenitorul prusac, Frederic Wilhelm, devine rege al Prusiei sub numele de Frederic Wilhelm al III-lea.
- 1849: Un tribunal rus l-a condamnat pe Fiodor Dostoievski la moarte pentru activități anti-guvernamentale; execuția lui a fost anulată în ultimul moment, pedeapsa fiind comutată în exil în Siberia.
- 1855: Exploratorul britanic David Livingstone este primul european care ajunge la cascada Victoria (Mosi-oa-Tunya).
- 1878: S-a constituit la Sibiu Reuniunea Română de Muzică sub conducerea cărturarului Zaharia Boiu.
- 1881: La București a fost înființată Facultatea de Teologie ortodoxă.
- 1885: George Eastman, fondator al companiei Kodak, a inventat în SUA pelicula de nitroceluloză pentru a imprima imagini.
- 1907: După ce cu doi ani în urmă nu au reușit să constituie un stat al SUA, cele cinci triburi civilizate s-au unit cu teritoriul Oklahoma și au format al 46-lea stat al Uniunii.
- 1916: Primul război mondial: "Bătalia pentru București", cea mai mare operațiune militară a armatei române din anul 1916, condusă de generalul Constantin Prezan, prin care se încerca apărarea Capitalei.
- 1920: S-a încheiat revoluția din Rusia, începută în primăvara anului 1918.
- 1933: Statele Unite și Uniunea Sovietică stabilesc relații diplomatice oficiale.
- 1938: Chimistul elvețian Albert Hofmann a sintetizat pentru prima oară drogul halucinogen LSD la laboratoarele Sandoz din Basel, Elveția.[1]
- 1945: Constituirea UNESCO - Organizatia Națiunilor Unite pentru Educație, Știință și Cultură. La data de 16 noiembrie 1945 reprezentanții a 44 de state participante la Conferința de la Londra au semnat Actul constitutiv al UNESCO; a intrat în vigoare pe 4 noiembrie 1946.[2]
- 1957: Începe la Moscova, consfătuirea reprezentanților partidelor comuniste din 64 de țări. Se adoptă o declarație care condamnă "revizionismul" în general, iar în mod special "revizionismul" iugoslav.
- 1965: Programul Venera: Uniunea Sovietică lansează sonda spațială Venera 3 spre Venus, care va fi prima navă spațială care va ajunge la suprafața unei alte planete.
- 1974: Mesajul Arecibo către posibili extratereștri este trimis în spațiu sub forma unui semnal radio de la observatorul Arecibo.
- 1979: S-a dat în folosință, experimental, primul tronson al magistralei 1 a metroului din București între stațiile Timpuri Noi și Semănătoarea.
- 1988: A fost adoptată Declarația de suveranitate a Republicii Estonia, prin care se recunoștea supremația legilor estoniene asupra celor unionale.
- 1988: Benazir Bhutto este aleasă în funcția de prim-ministru al Pakistanului, pe care a deținut-o în legislaturile 1988-1990 și 1993-1996, fiind prima conducătoare politică a unei țări musulmane.
- 1990: Grupul pop Milli Vanilli este deposedat de premiul Grammy pentru că duo-ul nu a cântat deloc pe albumul Girl You Know It's True. Muzicienii din studio au furnizat toate vocile.
- 1998: Înființarea Ziarului Financiar.
- 2000: Bill Clinton devine primul președinte american care vizitează Vietnamul.
- 2001: Este lansat primul film Harry Potter: "Harry Potter și piatra filozofală".
- 2014: Al doilea tur al alegerilor prezidențiale din România. Klaus Iohannis a obținut 54,43% din voturi la turul doi al alegerilor prezidențiale, iar Victor Ponta a fost votat de 45,56% dintre alegătorii care s-au prezentat la urne.

## Nașteri
- 42 î.Hr.: Tiberius, al doilea împărat roman, fiul adoptiv al lui Cezar August (d. 37 d.Hr.)
- 1528: Ioana a III-a a Navarrei, soția lui Antoine de Navara și mama regelui Henric al IV-lea al Franței (d. 1572)
- 1717: Jean le Rond d'Alembert, matematician și enciclopedist francez (d. 1783)
- 1766: Rodolphe Kreutzer, violonist și compozitor francez (d. 1831)
- 1816: Andrei Mureșanu, poet, traducător și eseist român (d. 1863)

Tiberius, al doilea împarat roman, fiul adoptiv al lui Cezar August
Jean le Rond d'Alembert, matematician și enciclopedist francez
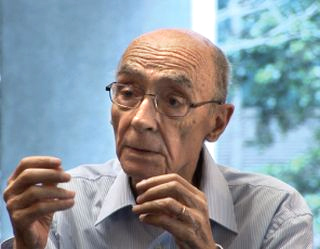
José Saramago, scriitor portughez, laureat Nobel

- 1835: Eugenio Beltrami, matematician italian (d. 1899)
- 1864: Stéphane Javelle, astronom francez (d. 1917)
- 1876: Gheorghe Plagino, sportiv de tir român, primul sportiv care a reprezentat România la Jocurile Olimpice (d. 1949)
- 1880: Alexandr Blok, poet rus (d. 1921)
- 1894: Nutzi Acontz, pictoriță română de etnie armeană (d. 1957)
- 1903: Dumitru Stăniloae, teolog, scriitor român, membru de onoare al Academiei Române (d. 1993)
- 1907: Burgess Meredith, actor american de film și televiziune (d. 1997)
- 1919: Corina Constantinescu, actriță română (d. 2008)
- 1922: José Saramago, scriitor portughez, laureat al Premiului Nobel (d. 2010)
- 1930: Chinua Achebe, scriitor nigerian (d. 2013)
- 1930: Salvatore Riina, membru al mafiei siciliene, cel mai puternic membru al acesteia la începutul anilor 1980 (d. 2017)
- 1944: Radu Nunweiller, fotbalist român
- 1948: Norbert Lammert, politician german
- 1950: Vasile Simionaș, jucător și antrenor român de fotbal
- 1955: Héctor Cúper, jucător și antrenor argentinian de fotbal
- 1958: Anne Holt, scriitoare norvegiană
- 1964: Diana Krall, pianistă și cântăreață canadiană de jazz
- 1967: George Cristian Maior, politician român
- 1972: Aurelia Dobre, gimnastă, antrenoare și coregrafă română stabilită în Statele Unite ale Americii
- 1974: Paul Scholes, fotbalist englez
- 1980: Gustavo Paruolo, fotbalist argentinian
- 1980: Juliano Spadacio, fotbalist brazilian
- 1984: Gemma Atkinson, actriță, personalitate de televiziune și fotomodel britanic
- 1984: Mihai Roman, fotbalist român
- 1985: Kristina Kuusk, scrimeră estonă
- 1985: Sanna Marin, politiciană finlandeză
- 1993: Nélson Semedo, fotbalist portughez
- 1994: Elena Livrinikj, handbalistă macedoneană

## Decese
- 0498: Papa Anastasie al II-lea
- 1093: Margareta de Wessex, regină a Scoției (n. 1045)
- 1272: Regele Henric al III-lea al Angliei (n. 1207)
- 1364: Nicolae Alexandru, domnitor al Țării Românești (1352 - 1364)
- 1632: Gustav Adolf, rege al Suediei (n. 1594)

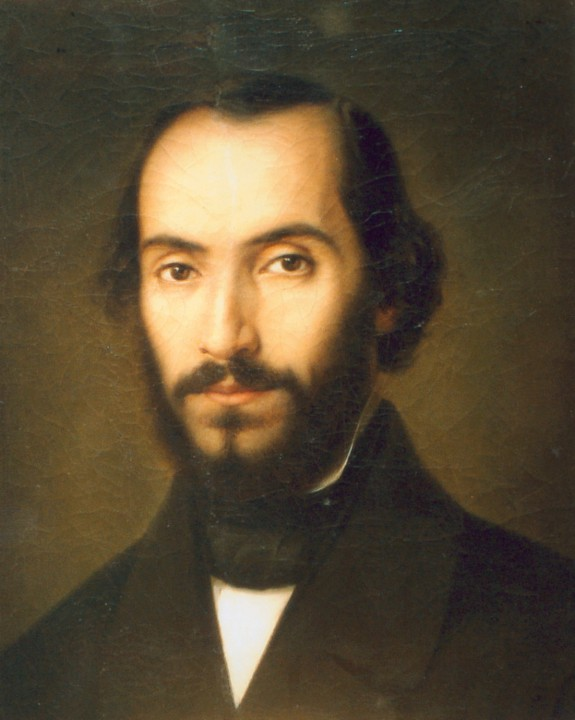
Nicolae Bălcescu, istoric, revoluționar român
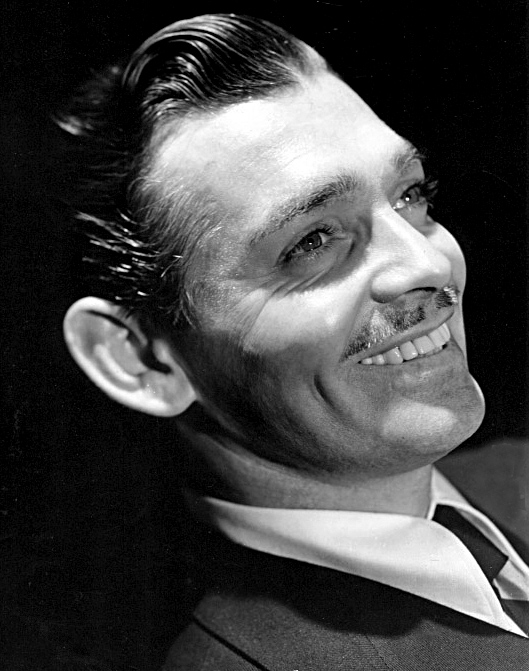
Clark Gable, actor american
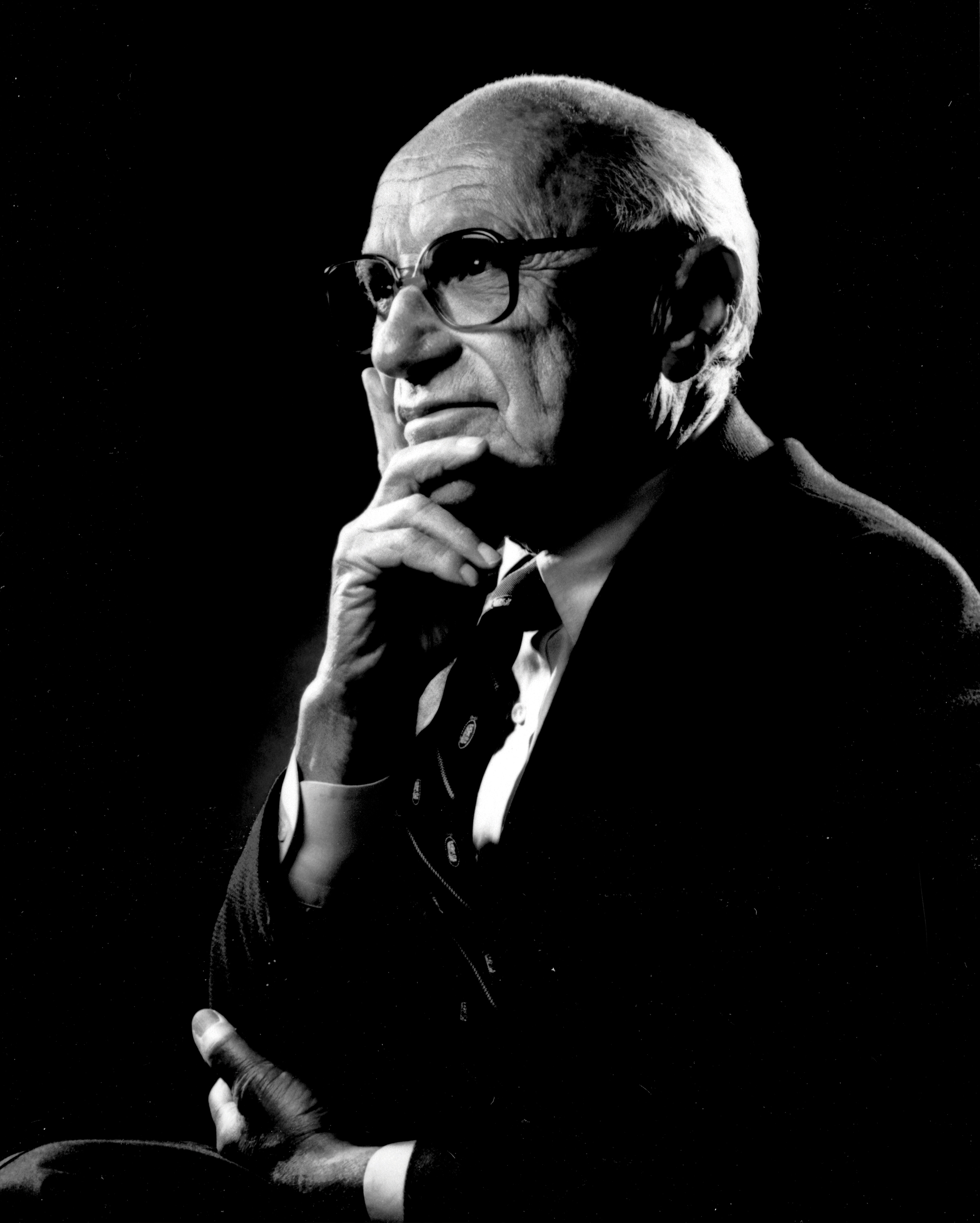
Milton Friedman, economist american, laureat Nobel

- 1715: Jacques d'Agar, pictor francez (n. 1640)
- 1797: Frederic Wilhelm al II-lea al Prusiei (n. 1744)
- 1852: Nicolae Bălcescu, istoric, revoluționar român (n. 1819)
- 1891: Aleksei Gatțuk, jurnalist rus (n. 1832)
- 1907: Robert I, Duce de Parma (n. 1848)
- 1909: Augustin Bunea, istoric și academician român (n. 1857)
- 1960: Clark Gable, actor american (n. 1901)
- 1979: Ichirō Saitō, compozitor japonez de muzică de film (n. 1909)
- 1989: Ignacio Ellacuría, filozof iezuit, victimă a dictaturii militare din San Salvador (n. 1930)
- 1997: Georges Marchais, politician francez (n. 1920)
- 2000: Laurențiu Ulici, critic literar român (n. 1943)
- 2001: Tommy Flanagan, pianist american de jazz (n. 1930)
- 2006: Milton Friedman, economist american, laureat Nobel (n. 1912)
- 2016: Daniel Prodan, fotbalist român (n. 1972)
- 2018: William Goldman, romancier american, scenarist și dramaturg (n. 1931)
- 2019: Bogdan Nicolae Niculescu Duvăz, politician român (n. 1949)
- 2023: Ioan Alexandru, jurist român (n. 1939)
- 2023: A. S. Byatt, scriitoare britanică (d. 1936)

## Sărbători
- Sfântul Apostol și Evanghelist Matei (calendarul ortodox și greco-catolic)
- Ziua Trupelor de Căi Ferate și Transporturi Militare
- Ziua internațională pentru toleranță